# Gary Roberts
Pour les articles homonymes, voir Roberts.
Gary Roberts (né le 23 mai 1966 à North York ville de l'Ontario au Canada) est un joueur de hockey sur glace professionnel. Il est également joueur de crosse accompli et remporte en 1985 avec Joe Nieuwendyk, la Coupe Minto avec les Warriors de Whitby.

## Biographie

### Les débuts en junior
Roberts commence sa carrière de joueur dans la ligue junior de la Ligue de hockey de l'Ontario en 1982-1983 avec les 67 d'Ottawa. Il remporte avec l'équipe lors de sa seconde saison la Coupe Memorial de la Ligue canadienne de hockey,.
Au cours de l'été 1984, il est choisi par les Flames de Calgary au cours du repêchage d'entrée dans la Ligue nationale de hockey en première ronde, douzième joueur repêché au total. Il ne fait pas pour autant ses débuts dans la LNH et retourne jouer la saison dans l'OHL. Il fait tout de même ses premiers matchs dans la saison 1984-1985 de la Ligue américaine de hockey avec les Golden Flames de Moncton. C'est au cours de l'année 1985, qu'il remporte avec Joe Nieuwendyk, la Coupe Minto. Cette même année, il a l'honneur d'être sélectionné dans la seconde équipe type de la saison de l'OHL.
Au cours de la saison suivante, il joue un peu avec les 67 puis rejoint l'équipe des Platers de Guelph. Au cours de cette saison, l'équipe entraînée par Jacques Martin surprend la totalité de la ligue en finissant à la seconde place de la division puis en remportant la Coupe Memorial, la seconde pour Roberts. Il est une nouvelle fois sélectionné dans la seconde équipe type de l'année.
Il a également au cours de cette année, son unique sélection au sein de l'équipe du Canada. Il participe ainsi avec l'équipe junior au championnat du monde junior de 1986, championnat qui se joue alors dans son pays, à Toronto et Hamilton. Il y retrouve son ami Nieuwendyk et alors que ce dernier inscrit douze points (quatrième meilleur pointeur, à égalité, du tournoi), Roberts en inscrit neuf en sept matchs et ensemble, ils remportent la médaille d'argent en perdant en finale contre les joueurs soviétiques.

### Avec les Flames de Calgary
Après quatre années dans l'OHL, Roberts est prêt à faire ses débuts dans la LNH en 1986-1987. Il y est alors rejoint par son ami Nieuwendyk, repêché un an après Roberts et en seconde ronde par les Flames,. Il joue une partie de sa première saison dans la LAH avec l'équipe de Moncton mais va vite s'imposer comme un élément clé de l'équipe de Calgary.
Il inscrit son premier but dans la LNH lors de son premier match le 11 novembre contre les Canucks de Vancouver. Ce soir-là, l'équipe gagne sur le score de 5 buts à 3 et Roberts inscrit un but et finit sa trajectoire avec le palet dans le but adverse,. En 1987-1988 alors qu'il fait totalement partie de l'équipe, celle-ci remporte son premier trophée des présidents en tant que meilleure équipe de la saison. L'équipe se fait éliminer au second tour des séries par les Oilers d'Edmonton et tout est à recommencer. Avec 117 points pour l'équipe et une fiche de 38 points pour le joueur, les Flames et Roberts remportent une nouvelle fois le trophée des présidents et cette fois-ci parviennent à la finale de la Coupe Stanley en 1989. Opposés aux Canadiens de Montréal, l'équipe remporte sa première Coupe Stanley de son histoire. Il joue la totalité des matchs de l'après-saison régulière et inscrit un total de douze points en vingt-deux matchs.
Au fur et à mesure des saisons qui vont se succéder, il prend de plus en plus de place et d'importance au sein de l'effectif et ainsi est le meilleur pointeur et buteur de l'équipe en 1991-1992 alors que la saison précédente, il avait fini avec le plus haut total de minutes de pénalité au cours de la saison régulière (252) et pour les séries (18).
En janvier 1992, il est sélectionné pour la première fois de sa carrière pour jouer le Match des étoiles de la LNH, la 43e édition de ce match. Malgré tout l'équipe ne parvient pas à se qualifier pour les séries, première fois en dix-sept saisons. Roberts aide tout de même son équipe à rebondir la saison suivante. Il ne joue que 58 matchs mais inscrit tout de même 38 buts à lui tout seul même si une fois l'équipe perd dès le premier tour des séries. La saison 1993-1994 le voit encore une fois inscrire plus de 80 points mais l'équipe trébuche une nouvelle fois au premier tour.

### Des problèmes de santé
Roberts est connu alors pour son jeu dur et physique, il va même parfois jusqu'à « jeter les gants ». Mais ce jeu robuste lui cause alors des soucis des santés avec de sérieux maux de cou et engourdissements au bras. Dans l'espoir que le repos règlerait ces problèmes, il passe la majeure partie de la saison 1994-1995 au repos.
Il tente un retour la saison suivante, mais ses maux ne font qu'empirer ; un examen médical révèle alors des éclats d'os et des nerfs endommagés dans son cou. Il subit une délicate intervention chirurgicale pour corriger le problème, mais sans aucune garantie de pouvoir rejouer au hockey un jour. À la suite de cette opération, il entame un long et rigoureux programme de réhabilitation et reste à l'écart du jeu pour toute la saison 1996-1997. Pour tous ses efforts et sa lutte, il reçoit le trophée Bill-Masterton à l'issue de la saison 1995-1996.

### Le retour avec les Hurricanes
L'opération et la réhabilitation étant couronnés de succès, Roberts choisit de tenter sa chance et de revenir dans la LNH. Les Hurricanes de la Caroline tentent le coup et le font signer à titre d'agent libre au début de la saison 1997-1998. Cela s'avère une excellente idée de la part des Canes : Roberts inscrit 20 buts et 29 passes en 61 matches à sa première saison de jeu depuis son opération. Il joue trois saisons avec les Hurricanes avant d'être attiré par un lucratif contrat offert par les Maple Leafs de Toronto. Il retrouve dans la ville son ami d'enfance et coéquipier de longue date chez les Flames, Nieuwendyk. Roberts passe alors quatre bonnes saisons avec les Leafs de 2000-2001 à 2003-2004.
Au cours du lock-out 2004-2005, il choisit de ne pas jouer et le 1er août 2005, Mike Keenan, le directeur général des Panthers de la Floride, offre à Roberts et Nieuwendyk des contrats de 4,5 millions de dollars pour aller jouer sous le soleil de Miami[réf. nécessaire]. Les Leafs se trouvent incapables d'égaler l'offre, étant 9 millions de dollars sous le cap salarial avec encore au moins 7 joueurs à signer, les deux joueurs signent donc chez les Panthers.

### L'impact sur les Penguins
Le 27 février 2007, il est échangé aux Penguins de Pittsburgh en retour du défenseur Noah Welch. Avec l'équipe 2006-2007 des Penguins, ils parviennent pour la première fois aux séries éliminatoires depuis 2002 mais ils perdent au premier tour contre les Sénateurs d'Ottawa.
Malgré son âge, il a 41 ans au début de la saison 2007-2008, il s'impose au sein des Penguins comme un cadre important de l'équipe, gagnant le A d'assistant capitaine auprès de Sidney Crosby au sein de l'équipe après une prolongation de contrat au mois de juin. Il va rater une partie de la saison mais son impact reste important et il revient pour le premier match des séries. Les Penguins vont battre les Sénateurs d'Ottawa ce soir là sur le score de 4-0 dont deux buts de la part de Roberts. Même s'il n'a pas un temps de jeu important son impact se fait sentir à chaque fois qu'il rentre sur la glace et certains fans des Penguins vont jusqu'à lancer des produits dérivés ayant pour thème Gary Roberts : c'est ainsi le cas de certains bracelets vendus avec inscrit dessus « WWGRD », sigle de What Would Gary Roberts Do, en français, « Que ferait Gary Roberts », mettant en avant un certain état d'esprit de Roberts. Avec les Penguins, il parvient à la finale de la Coupe Stanley mais finalement l'équipe perd au sixième match 4 matchs à 2 après avoir remporté le cinquième match de la finale sur la glace des Red Wings de Détroit au bout de trois prolongations.
Le 28 juin, ses droits ainsi que ceux de Ryan Malone sont échangés au Lightning de Tampa Bay. Tous deux agents libres, ils sont échangés en retour de choix de repêchage d'entrée de 2009 : un choix de quatrième ronde si Malone ne signe pas avec Tampa Bay et un choix de troisième ronde s'il signe.
Le 10 mars 2009, après avoir eu confirmation qu'il ne rentre plus dans les plans de l'équipe, il annonce son retrait de la compétition.

## Statistiques
Pour les significations des abréviations, voir Statistiques du hockey sur glace.
| Saison     | Équipe                    | Ligue        |       | Saison régulière | Saison régulière | Saison régulière | Saison régulière | Saison régulière |    | Séries éliminatoires | Séries éliminatoires | Séries éliminatoires | Séries éliminatoires | Séries éliminatoires |
| Saison     | Équipe                    | Ligue        | PJ    | B                | A                | Pts              | Pun              | PJ               | B  | A                    | Pts                  | Pun                  |                      |                      |
| 1982-1983  | 67 d'Ottawa               | LHO          | 53    | 12               | 8                | 20               | 83               | 5                | 1  | 0                    | 1                    | 19                   |                      |                      |
| 1983-1984  | 67 d'Ottawa               | LHO          | 48    | 27               | 30               | 57               | 144              | 13               | 10 | 7                    | 17                   | 62                   |                      |                      |
| 1984-1985  | 67 d'Ottawa               | LHO          | 59    | 44               | 62               | 106              | 186              | 5                | 2  | 8                    | 10                   | 10                   |                      |                      |
| 1984-1985  | Golden Flames de Moncton  | LAH          | 7     | 4                | 2                | 6                | 7                |                  |    |                      |                      |                      |                      |                      |
| 1985-1986  | 67 d'Ottawa               | LHO          | 24    | 26               | 25               | 51               | 83               |                  |    |                      |                      |                      |                      |                      |
| 1985-1986  | Platers de Guelph         | LHO          | 23    | 18               | 15               | 33               | 65               | 20               | 18 | 13                   | 31                   | 43                   |                      |                      |
| 1986-1987  | Golden Flames de Moncton  | LAH          | 38    | 20               | 18               | 38               | 72               |                  |    |                      |                      |                      |                      |                      |
| 1986-1987  | Flames de Calgary         | LNH          | 32    | 5                | 10               | 15               | 85               | 2                | 0  | 0                    | 0                    | 4                    |                      |                      |
| 1987-1988  | Flames de Calgary         | LNH          | 74    | 13               | 15               | 28               | 282              | 9                | 2  | 3                    | 5                    | 29                   |                      |                      |
| 1988-1989  | Flames de Calgary         | LNH          | 72    | 22               | 16               | 38               | 250              | 22               | 5  | 7                    | 12                   | 57                   |                      |                      |
| 1989-1990  | Flames de Calgary         | LNH          | 78    | 39               | 33               | 72               | 222              | 6                | 2  | 5                    | 7                    | 41                   |                      |                      |
| 1990-1991  | Flames de Calgary         | LNH          | 80    | 22               | 31               | 53               | 252              | 7                | 1  | 3                    | 4                    | 18                   |                      |                      |
| 1991-1992  | Flames de Calgary         | LNH          | 76    | 53               | 37               | 90               | 207              |                  |    |                      |                      |                      |                      |                      |
| 1992-1993  | Flames de Calgary         | LNH          | 58    | 38               | 41               | 79               | 172              | 5                | 1  | 6                    | 7                    | 43                   |                      |                      |
| 1993-1994  | Flames de Calgary         | LNH          | 73    | 41               | 43               | 84               | 145              | 7                | 2  | 6                    | 8                    | 24                   |                      |                      |
| 1994-1995  | Flames de Calgary         | LNH          | 8     | 2                | 2                | 4                | 43               |                  |    |                      |                      |                      |                      |                      |
| 1995-1996  | Flames de Calgary         | LNH          | 35    | 22               | 20               | 42               | 78               |                  |    |                      |                      |                      |                      |                      |
| 1996-1997  | N'a pas joué              | N'a pas joué |       |                  |                  |                  |                  |                  |    |                      |                      |                      |                      |                      |
| 1997-1998  | Hurricanes de la Caroline | LNH          | 61    | 20               | 29               | 49               | 103              |                  |    |                      |                      |                      |                      |                      |
| 1998-1999  | Hurricanes de la Caroline | LNH          | 77    | 14               | 28               | 42               | 178              | 6                | 1  | 1                    | 2                    | 8                    |                      |                      |
| 1999-2000  | Hurricanes de la Caroline | LNH          | 69    | 23               | 30               | 53               | 62               |                  |    |                      |                      |                      |                      |                      |
| 2000-2001  | Maple Leafs de Toronto    | LNH          | 82    | 29               | 24               | 53               | 109              | 11               | 2  | 9                    | 11                   | 0                    |                      |                      |
| 2001-2002  | Maple Leafs de Toronto    | LNH          | 69    | 21               | 27               | 48               | 63               | 19               | 7  | 12                   | 19                   | 56                   |                      |                      |
| 2002-2003  | Maple Leafs de Toronto    | LNH          | 14    | 5                | 3                | 8                | 10               | 7                | 1  | 1                    | 2                    | 8                    |                      |                      |
| 2003-2004  | Maple Leafs de Toronto    | LNH          | 72    | 28               | 20               | 48               | 84               | 13               | 4  | 4                    | 8                    | 10                   |                      |                      |
| 2005-2006  | Panthers de la Floride    | LNH          | 58    | 14               | 26               | 40               | 51               |                  |    |                      |                      |                      |                      |                      |
| 2006-2007  | Panthers de la Floride    | LNH          | 50    | 13               | 16               | 29               | 71               |                  |    |                      |                      |                      |                      |                      |
| 2006-2007  | Penguins de Pittsburgh    | LNH          | 19    | 7                | 6                | 13               | 26               | 5                | 2  | 1                    | 3                    | 2                    |                      |                      |
| 2007-2008  | Penguins de Pittsburgh    | LNH          | 38    | 3                | 12               | 15               | 40               | 11               | 2  | 2                    | 4                    | 32                   |                      |                      |
| 2008-2009  | Lightning de Tampa Bay    | LNH          | 30    | 4                | 7                | 11               | 27               |                  |    |                      |                      |                      |                      |                      |
| Totaux LNH | Totaux LNH                | Totaux LNH   | 1 224 | 438              | 472              | 910              | 2 560            | 130              | 32 | 61                   | 93                   | 332                  |                      |                      |

## Trophées et honneurs personnels
- Ligue canadienne de hockey
  - Vainqueur de la Coupe Memorial avec les 67 d'Ottawa (LHO) en 1984 et avec les Platers de Guelph (LHO) en 1986.
  - Sélectionné dans la seconde équipe type de la LHO lors des saisons 1984-1985 et 1985-1986.
- Ligue de crosse junior de l'Ontario
  - Champion de la Coupe Minto en 1985.
- Ligue nationale de hockey
  - Sélectionné pour jouer les 43e (1992), 44e (1993) et 54e (2004) Matchs des étoiles,
  - Coupe Stanley avec les Flames en 1989,
  - Trophée Bill-Masterton en 1996.